# Route magistrale 13 (Lituanie)
Pour les articles homonymes, voir A13 et Route 13.
La route A13 (Magistralinis kelias A13) est une route lituanienne reliant Klaipėda à la Frontière lettonne en direction de Liepāja. Elle mesure 45,15 km.

## Tracé
- Klaipėda
- Palanga